# Marian Volráb
Marian Volráb (* 30. srpna 1961 Příbram) je český sklářský výtvarník, malíř a vysokoškolský pedagog.

## Život
Marian Volráb pochází z rodiny malíře a sklářského výtvarníka Rudolfa Volrába (1933–1969) a sklářské a oděvní výtvarnice Libuše Šilhavé. Mládí strávil na venkově v rodišti své matky ve Volenici u Březnice. Otec tragicky zemřel roku 1969, ale Marian Volráb byl jeho dílem silně ovlivněn. Absolvoval jeden rok sklářského učiliště v Poděbradech a pak letech 1978–1982 studoval na Střední uměleckoprůmyslové škole sklářské v Kamenickém Šenově, kde působil rytec skla a autor monumentálních kreseb uhlem prof. Josef Kochrda. Ve studiu pokračoval na Vysoké škole uměleckoprůmyslové v Praze (1982–1988) v ateliéru skla u prof. Stanislava Libenského a Jaroslava Svobody.
Od roku 1990 do roku 2008 byl odborným asistentem v ateliéru skla prof. Vladimíra Kopeckého na VŠUP.
Jeho manželka Alena Volrábová je historička umění, vedoucí sbírky grafiky a kresby v Národní galerii v Praze. Marian Volráb je od roku 2008 členem skupiny Rubikon. Žije a působí v Praze, Nučicích a ve Volenicích, kde má vlastní ateliér.

### Ocenění
- 2006 Coburger Glaspreiss, Honourable Mention

## Dílo
Marián Volráb náleží mezi výrazné autorské osobnosti střední generace jejichž sklářská tvorba je úzce provázaná s paralelní tvorbou malířskou. Tento vzájemný vztah má mnoho různých podob. V případě Mariana Volrába se jedná o spřízněnost dvou vzájemně se vyvažujících poloh, které by bylo možné obrazně charakterizovat jako „temnota ve skle – světlo v obrazech“. Inspiraci nachází ve formách, které vytvořila sama příroda a své skleněné objekty z taveného skla, podobné vytékající lávě, dokončuje hrubými brusnými kotouči.

### Sklo
Volrábovo sklo je, navzdory materiálové podstatě skla stavící na efektu průsvitu, vnitřních hmot, zářivosti barevnosti, optické hře světla etc., světem temných zákoutí, neprostupných hradeb tvarů, zbavených všech efektů skleněnosti. Jeho role spočívá v druhoplánových souvislostech a významových podtextech vnímání podstaty tohoto protiklady naplněného materiálu a dokazuje, že schopnost výrazu u skla nezávisí nutně na jeho efektní vnějškové podobě.
Prvními autorovými realizacemi ve skle v 80. letech byly jednoduché užitkové soubory nekomplikovaných tvarů. Velmi brzy se však na tvarech užitkového skla uplatnila malba i rytina. Barevné i ryté kompozice se posléze staly dominantními a podmaňujícími si výraz předmětu, z užitkových tvarů nádob se zcela nenásilně staly sochařské objekty s osobní výpovědí o vnímání věcí z každodenního života. Od počátku byla Volrábova řeč ve způsobu rytí velmi lapidární, syrově strohá bez příkras. Pro Volrábovu práci se sklem se stal charakteristickým rukopis, kdy protiváhu mohutných řezů tvoří pouze drobné „grafické“ struktury tříštivých řezů. Neznamená to ale nic ve smyslu snížené emotivnosti a citlivosti. Právě ona vnějšková drsnost a tvarová znakovost působí výrazově podstatně účinněji, než by kdy mohla popisná filigránská rytina.
V 90 letech vytvořil skupinu objektů z vrstvené skloviny foukané do formy. Objekty mají podobu mohutných stereometrických tvarů, válců opřených o kuželkovitou nohu nebo stojících na hraně, čočkovitých disků aj. Mnohdy signální barva skloviny nahrává vzdálené podobnosti s formami jakýchsi dětských hraček, ale jejich povrch nese opět razantní rytecké zásahy figurace, písmové struktury starých náhrobků či stylizovaných krajinných forem. To z nich vytváří objekty - osudová „znamení“. Forma uplatnění na „nepatřičných“, nepateticky hravých tvarech však zároveň ochraňuje jejich výraz od demonstrativní ponuré dušezpytnosti.
Techniku rytí do vrstvených foukaných tvarů využil autor i v dalším větším cyklu válcových objektů s krajinnými motivy. Přestože východiskem je jednoduchá forma, prostřednictvím puklin, štěrbinových průhledů, zářezů, reliéfně řezaných tvarů na povrchu a strukturálního pojednání ploch vytváří tyto objekty fascinující panoráma archetypálně působící krajiny, ve které je místo pro uvažování o podstatě a důležitosti základních lidských věcí. Jeho rytiny jako by se obnažovaly nejvnitřnější pocity člověka, proces jeho prožívání světa složený z mnoha útržkovitých emocí. Jsou obtížně uchopitelné a popsatelné, s každou snahou o názorné zobrazení by ztratily přesvědčivost. Lze je jen letmo naznačit zástupnými „obrazy“- krajinami zákoutí vědomí bez konkrétních tvarů a dějů.

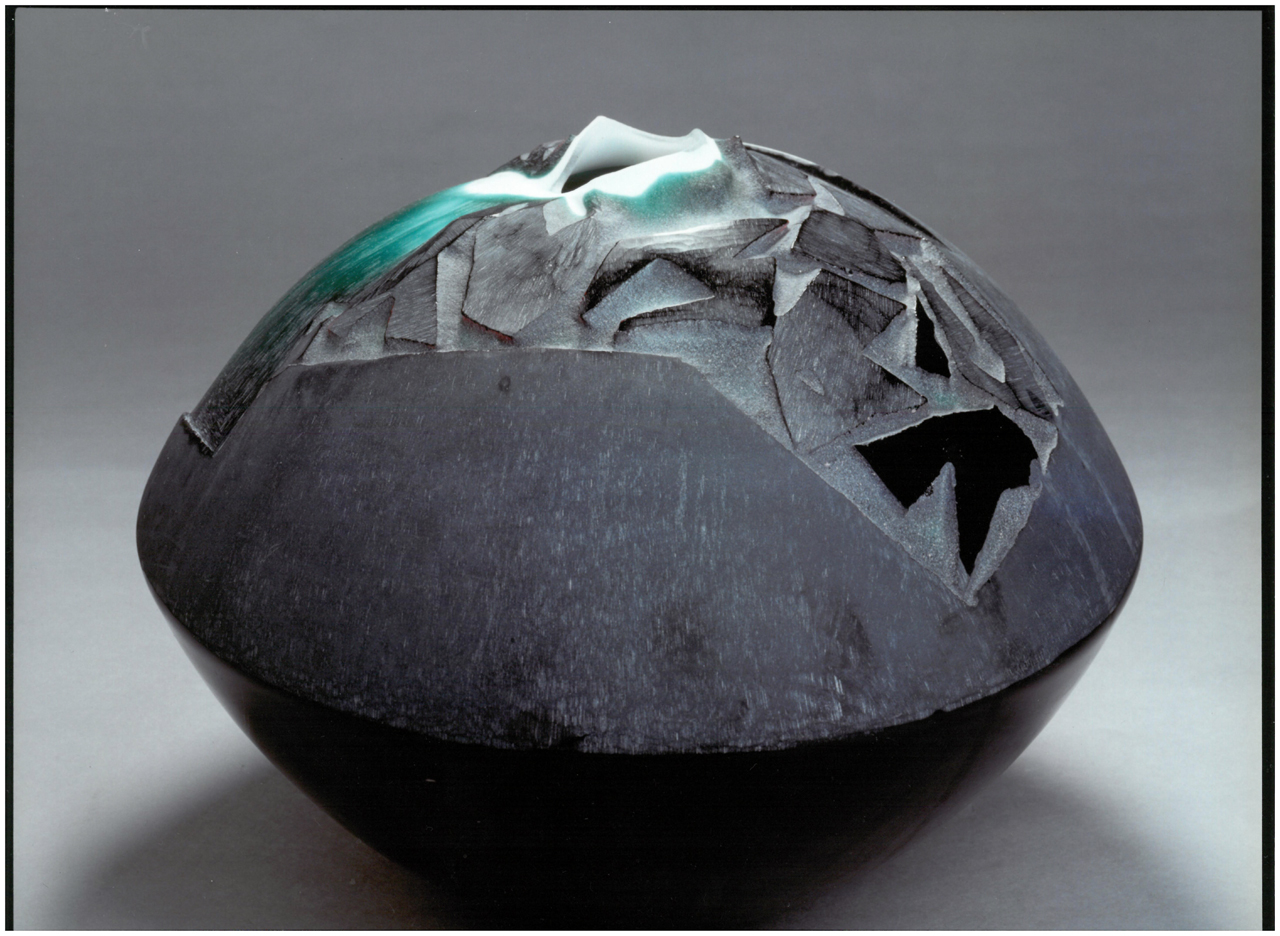
Minulost, sklo vrstvené foukané, broušené, ryté, 30 x 40 cm, 1992
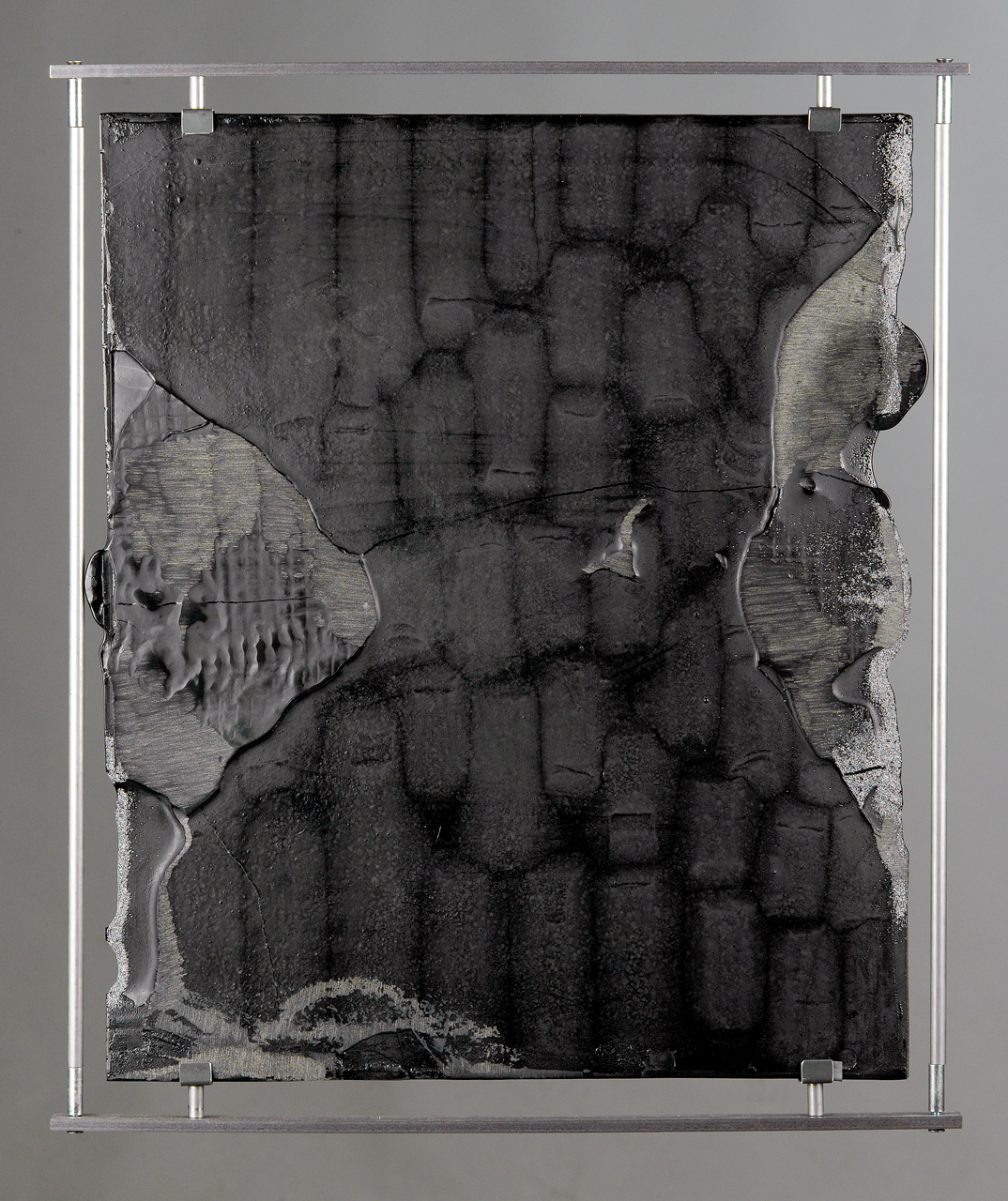
Pohled I., sklo tavené, broušené a ryté, 57 x 47 cm, 2007
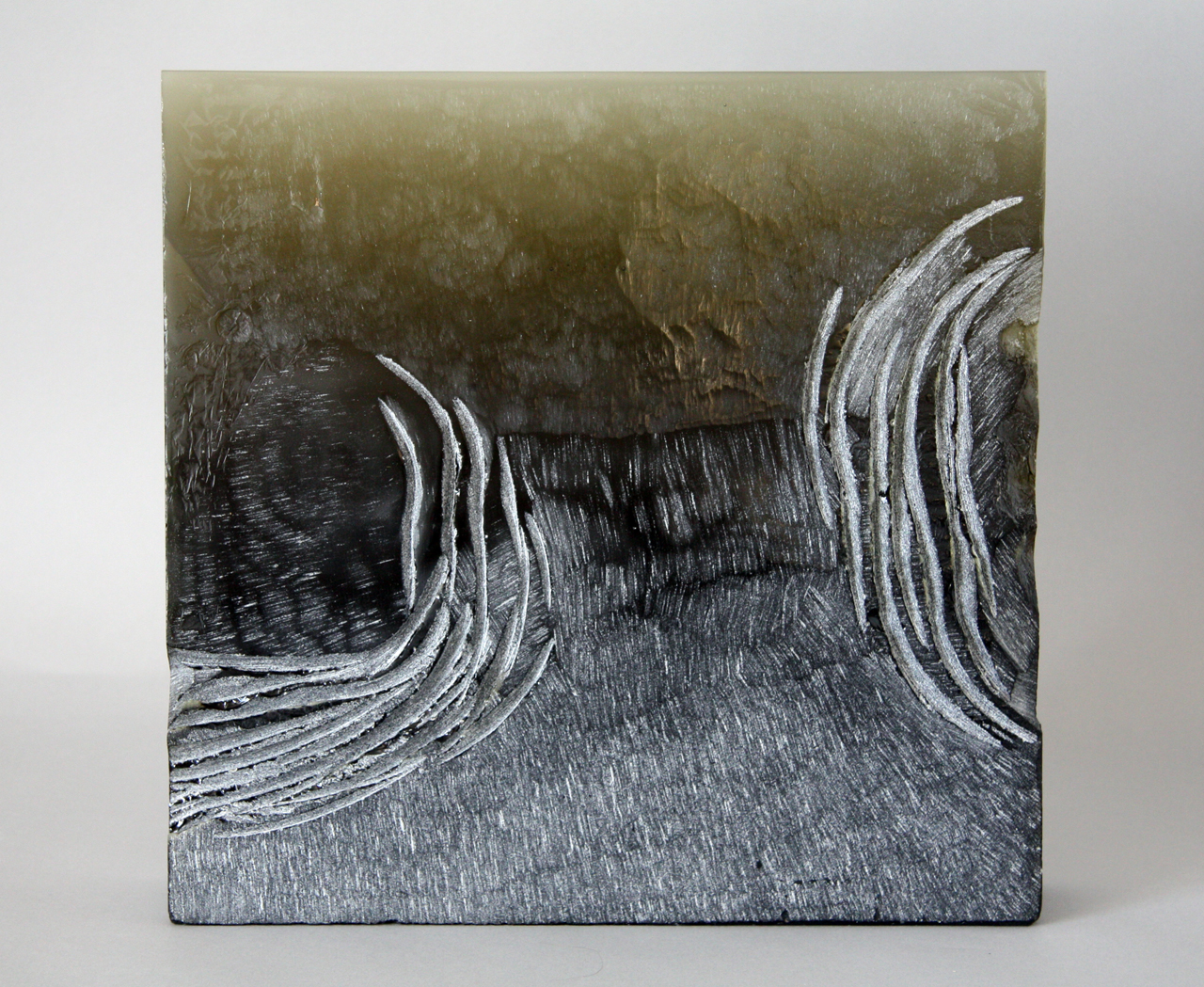
Zimní krajina (Bouře), sklo tavené, broušené ryté, 39 x 40 cm, 2010
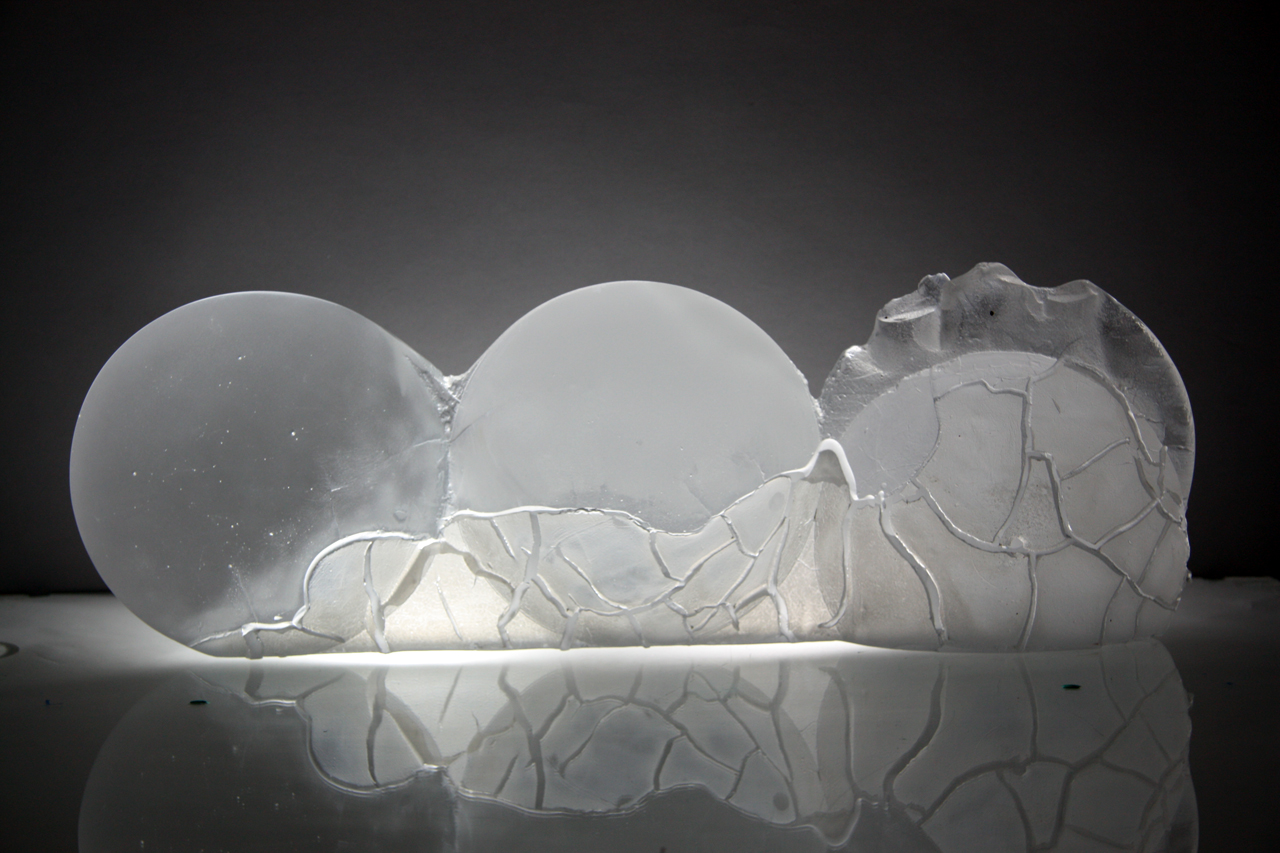
Mikrosvět III., sklo tavené, broušené ryté, 22 x 64 x 7 cm, 2012

Obdobný imaginativní krajinný prvek rozvinuly výrazně Volrábovy práce z doby po roce 2000. Jedná se o barevně zcela redukované desky z taveného skla s řezanými, pískovanými a broušenými reliéfními prvky, horizontální pásy s průhledy či zcela temnými siluetami. Přes vnějškovou podobnost však nejde o reálné zobrazení přírodní scenérie. Práce evokují pocit ocitání se v sevřeném prostoru, který představuje jakési intimní místo, otevřené pro uvědomění si soukromých a skrytých nadějí, zklamání, radostí i smutků a všech rozporuplností lidských citů. Temné několikadílné řeky mohou být podníceny zážitkem vnímané reality ale zároveň mohou být podobenstvím o skrytých ponorných řekách v lidských duších. Miroslava Hlaváčková spatřuje ve Volrábových plastikách paralely s imaginací Franze Kafky nebo syrově drásavými obrazy Aléna Diviše a přirovnává je k sopečné síle, která v nich zanechává stopy vření a postupného tuhnutí, během něhož se hmota vypíná, svrašťuje, propadá a strukturuje do nových celků.
Silně emotivně podbarvená je také řada jeho hlav – ať již ve formě stylizovaných siluet či v podobě náznakových tvarů řezaných do čtvercových desek. Rysy tváře v nich chybí. Plocha obrysu je zato zbrázděná rozsáhlými zásahy, jako matrice, do níž se otiskly všechny dobré i špatné zážitky. Přes razanci zpracování a syrovost zásahů nepůsobí dojmem prožívání krutosti, sklo trhané mohutnými zářezy není zraňující. Je v nich spíše uklidňující ticho smíření jaké je ve vrásčitých tvářích starých lidí, kteří prošli životními zkušenostmi jak bolestnými, tak naplněnými štěstím. Na stojících čtvercových deskách tvoří plochu stylizované tváře hluboké liniové zářezy, vedoucí až k destrukci skrz desku skla. Silueta hlavy prosvítající v temném podkladu září jako místo, kudy proniká světlo do temnoty dějů. Objekt tak může být výpovědí o naději, ať je již ukrytá v někom blízkém či vizi nazývané „anděl“.

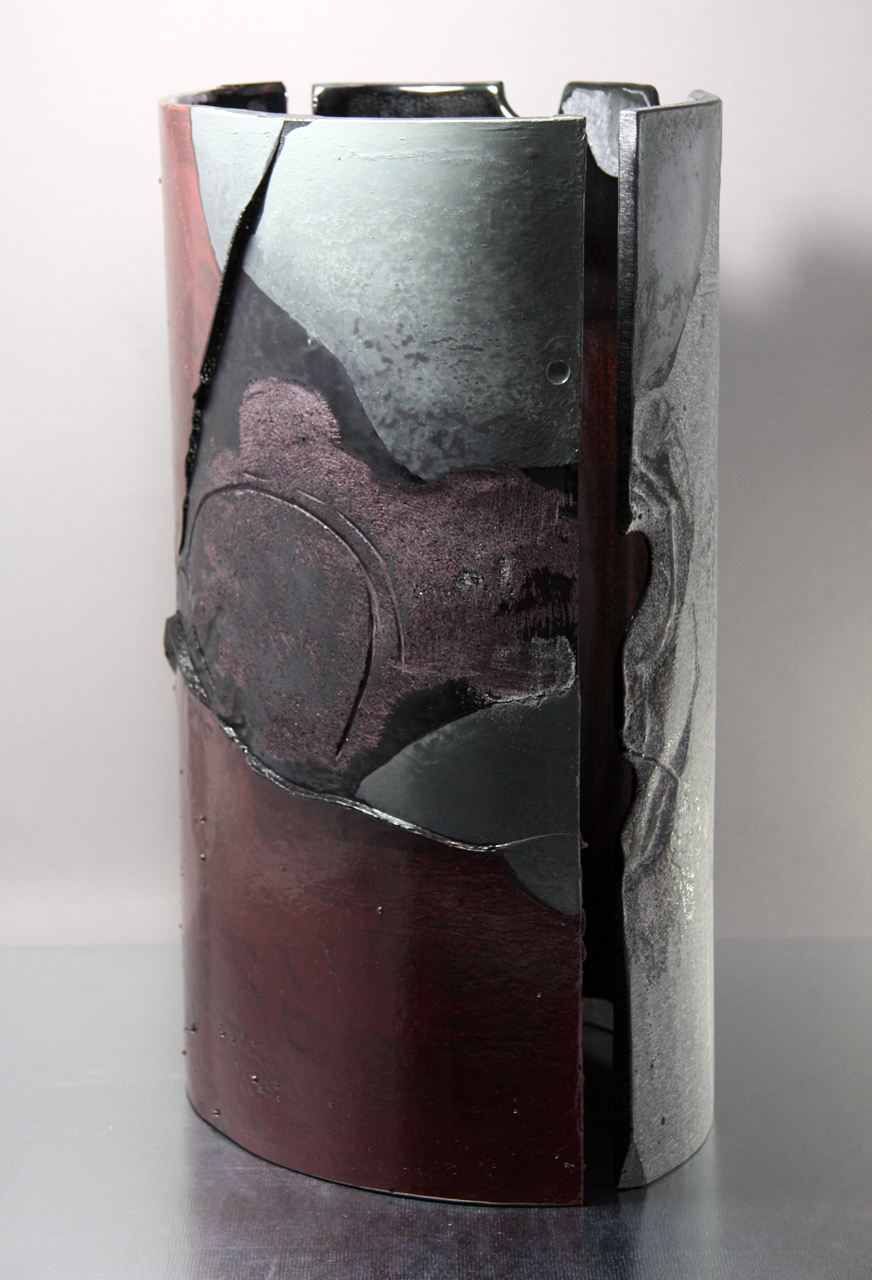
Společenství I., sklo tavené, lehané, malované, broušené a ryté, 60 x 41 x 31 cm, 2012]
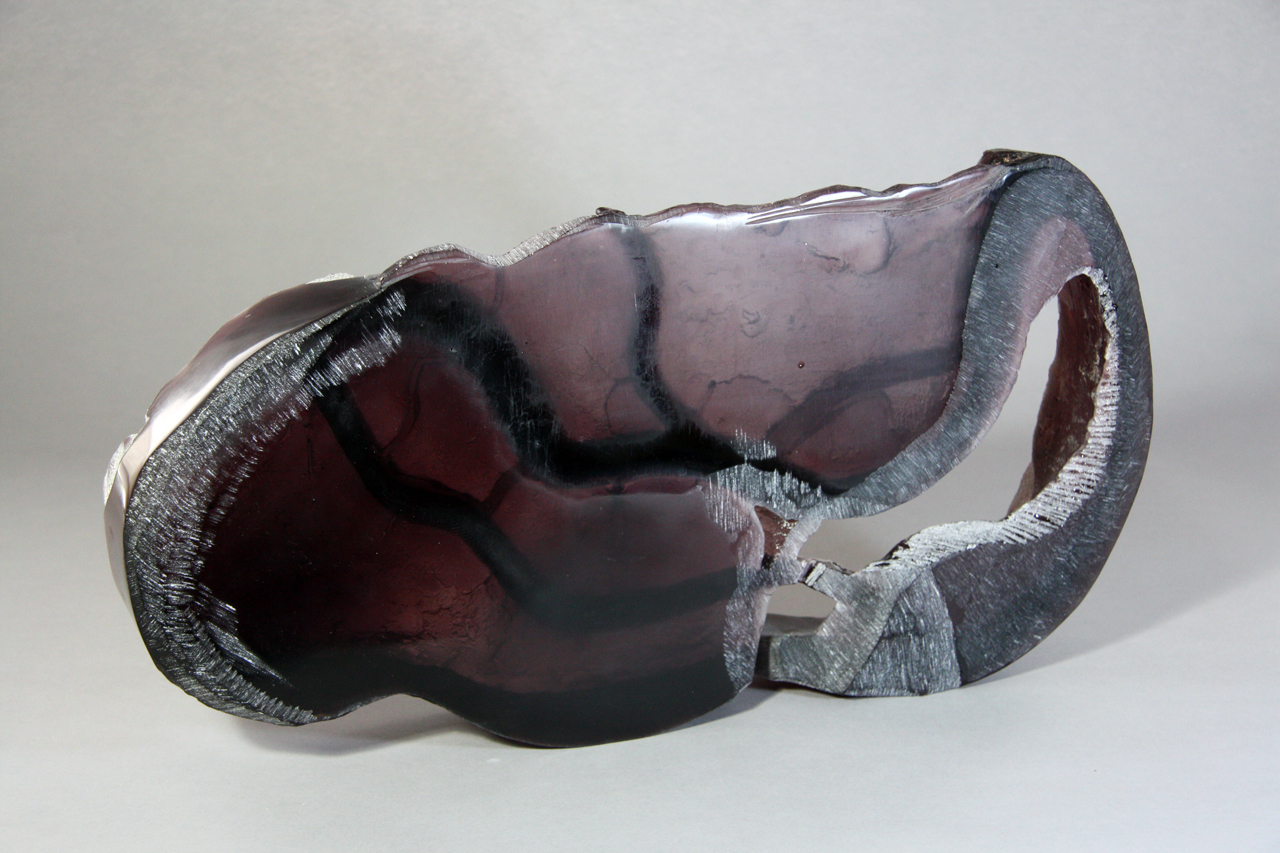
Život I., sklo tavené, broušené ryté, 39 x 59 x 8 cm, 2014
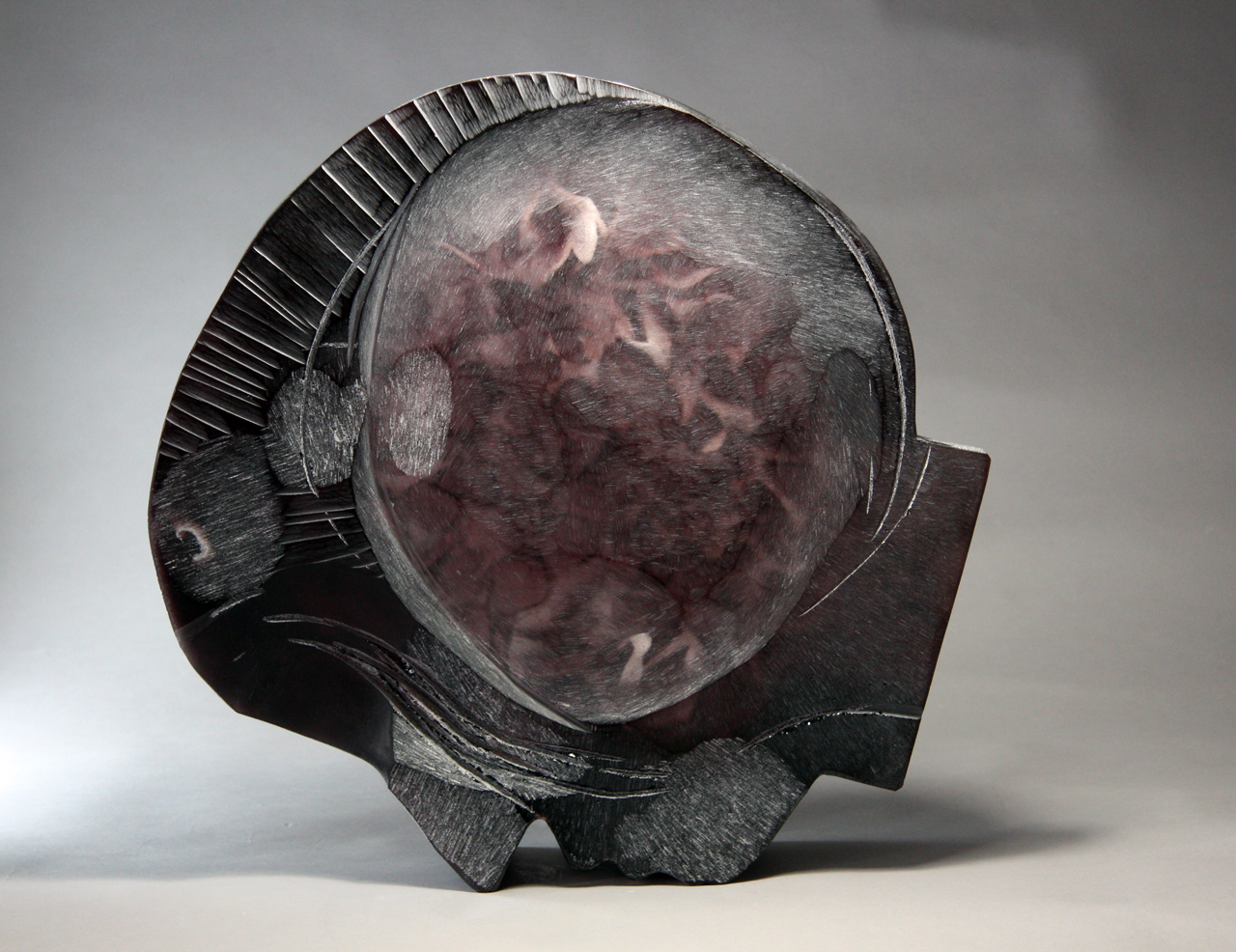
Profil, sklo tavené, broušené ryté, 48 x 49 x 10 cm, 2015
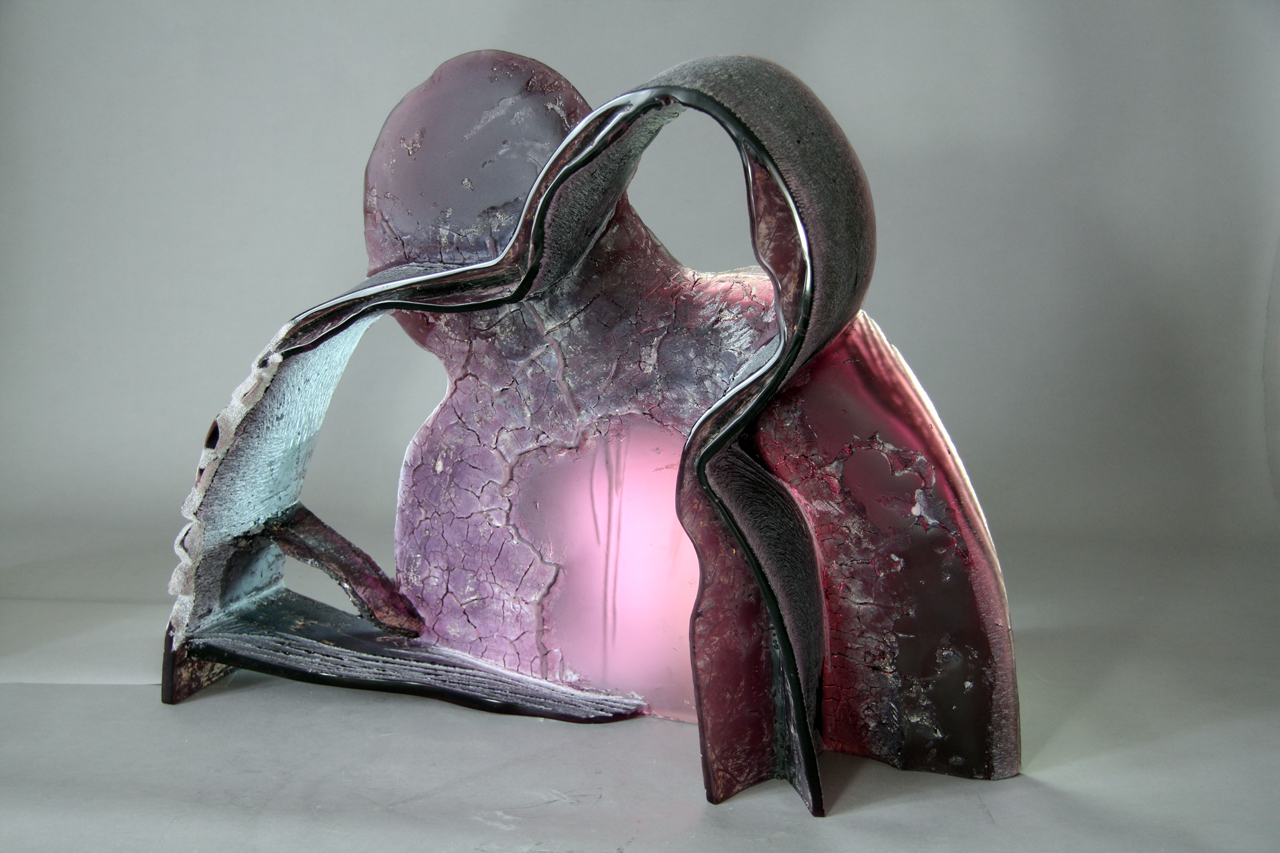
Míjení, sklo tavené, broušené ryté, 50 x 64 x 12 cm, 2018

### Malba
Vedle sklářských realizací jsou Volrábovy malby plné měkkého světla, křehkosti a barevné jemnosti. Drsná drásavá neuhlazenost výrazu skla je v nich nahrazena subtilní chvějivostí linií i ploch, často se překrývajících či napolo smazaných, jako by se hledaný tvar obtížně rodil, hledajíce váhavě svou pravou formu. I když jsou v nich zašifrované motivy postav, mají opět podobu jakýchsi vnitřních krajin. Nejsou naplněny nervním napětím, ale spíše zklidněním, jakkoliv děj do nich zasazovaný není prostý traumatických momentů. Jeho postavy pociťují skleslost, osamocení nebo uvěznění (Úzkost, 2007). Projevy intimních prožitků, pocitů a vztahů lidského jedince se zabývá cyklus Blízká bytost I-V (2012). Vše jako by bylo pozorováno za hedvábnou zástěnou srozuměného smíření.
Obrazy působí jako nezřetelný sen, který nelze pochopit, ale je možné ocitnout se přímo uprostřed něho. I když mají Volrábovy obrazy mnoho společného s krajinami, jedná se spíše o záznamy situací v prostředí, kde se něco rodí, rozprostraňuje a formuje. Již v roce 1997 se barevná škála omezila na bílou a odstíny šedé, tu a tam s barevnými akcenty, ale převažoval klid nebo skoro neznatelný pohyb téměř filmového charakteru. Teprve v letech 2006-2008 se na bílé ploše začalo odehrávat drama a energické a dynamické tahy štětce připomínají sněhovou bouři.

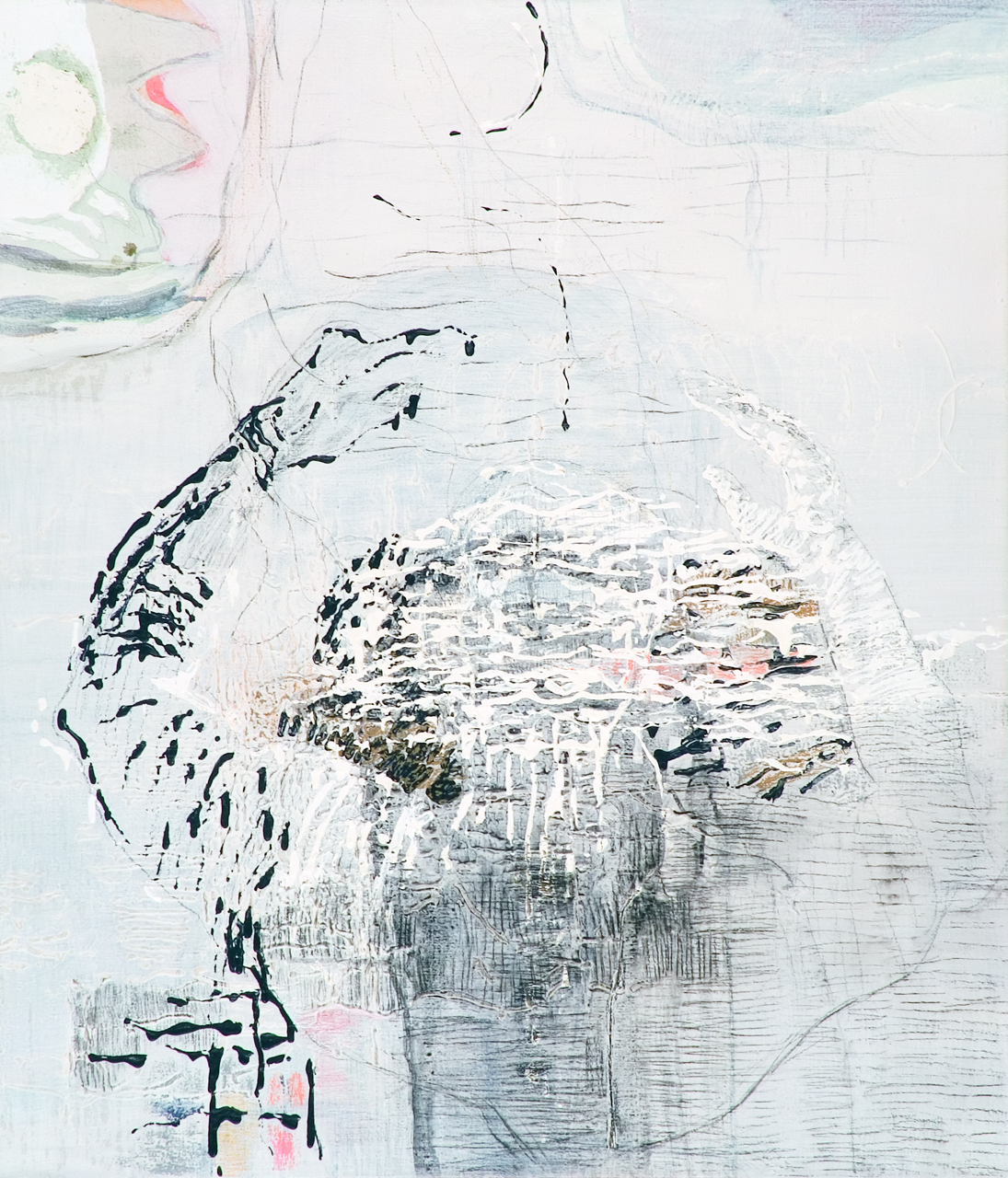
Úzkost, akryl na plátně, 110 x 95 cm, 2007
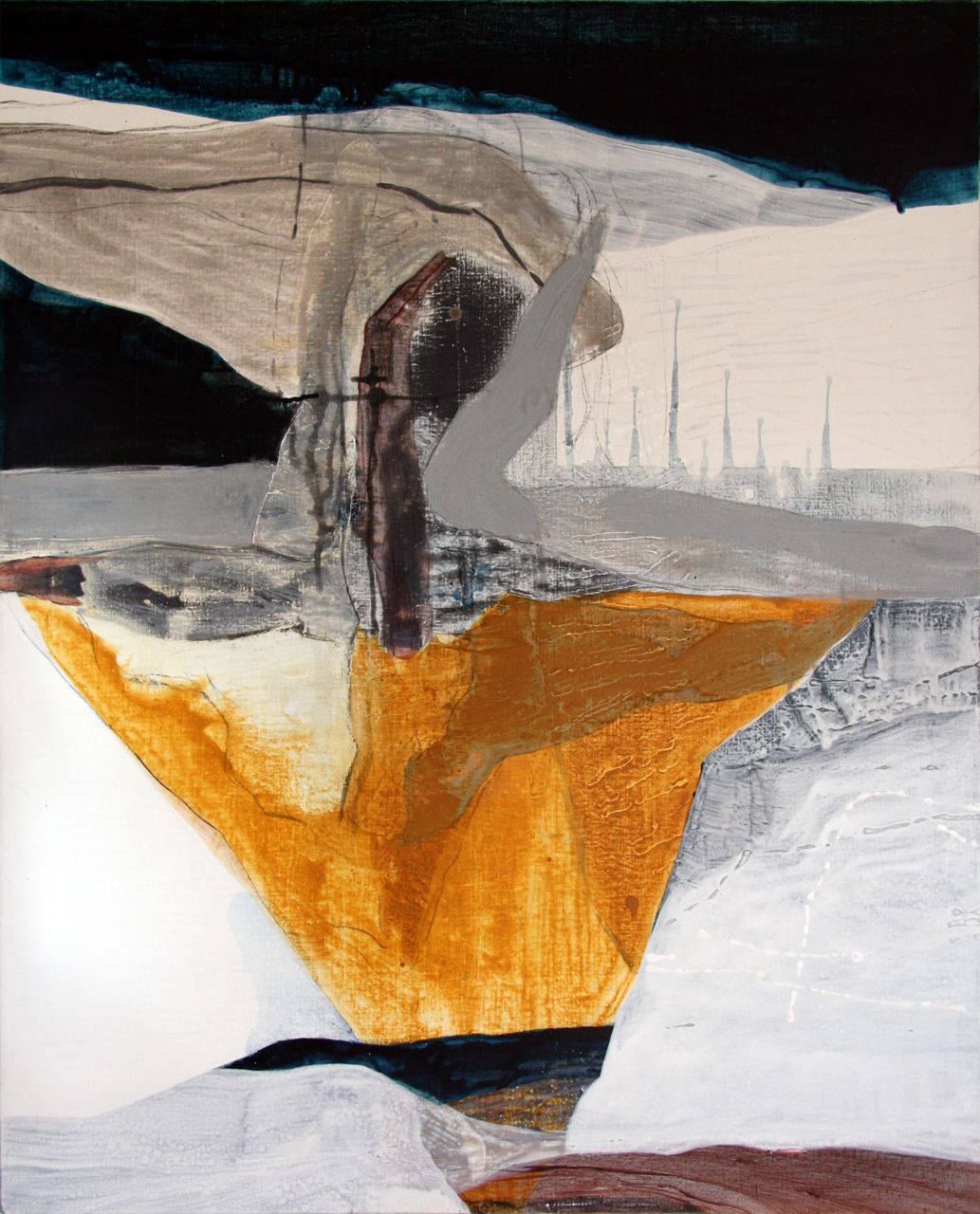
Žlutá, akryl na plátně, 101 x 81 cm, 2008
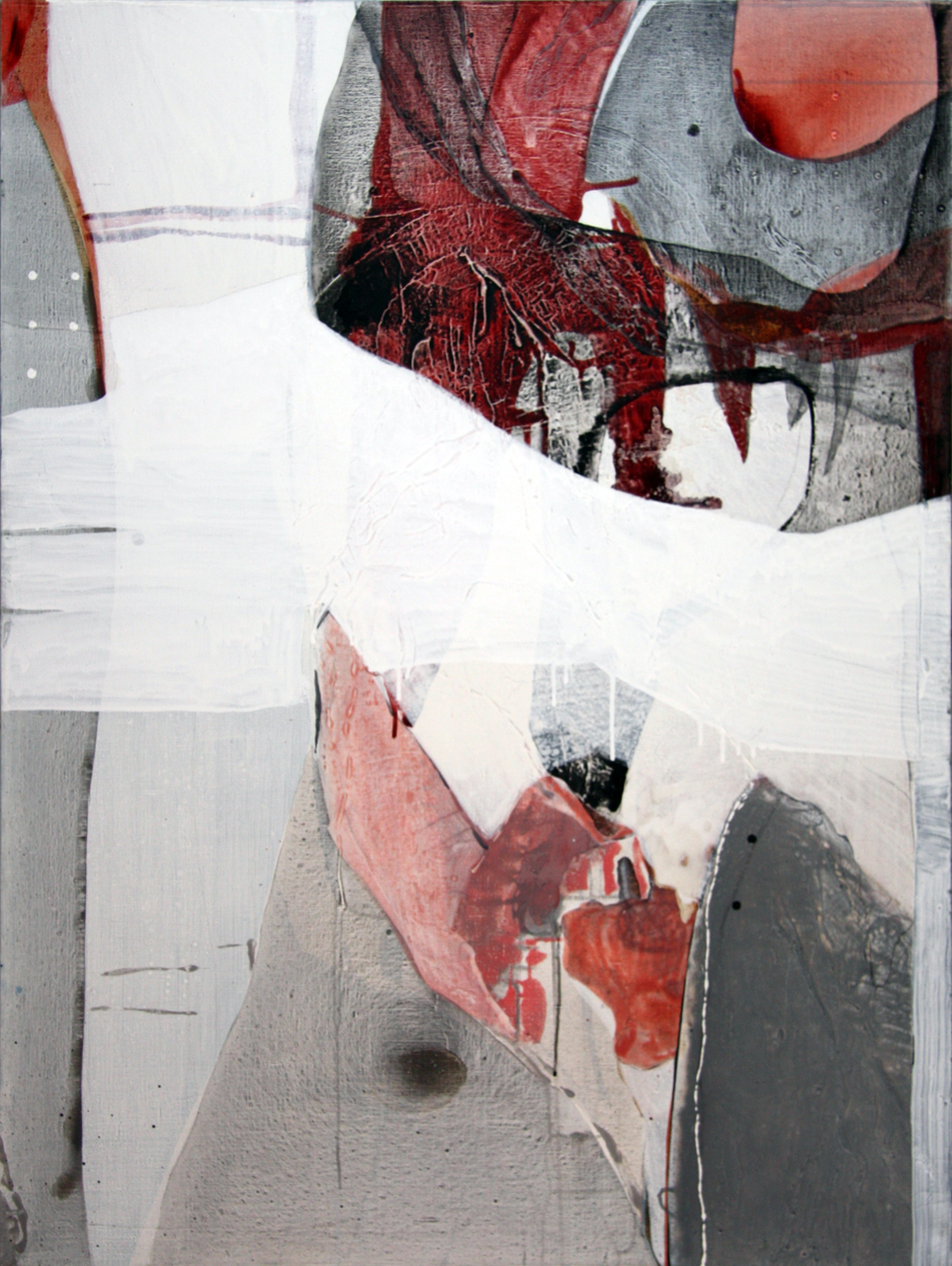
Blízká bytost I., akryl na plátně, 140 x 105 cm, 2012

Sklo i malba se pro Mariana Volrába stávají prostředkem vyjádření skrytých nálad, intimních niterných zpovědí o prožívání celého spektra pocitů od melancholie a beznaděje, až po pokoru před velikostí věcí vesmíru, které člověka přesahují. Jeho práce mají výrazně meditativní charakter a usilují o navození schopnosti zastavit se a vnímat věci, které se ztrácejí v každodenním shonu.

### Zastoupení ve veřejných sbírkách
- Národní galerie v Praze
- Victoria and Albert Museum London
- Museum Kunstpalast, Glasmuseum Hentrich, Düsseldorf
- Gallerie Internationale du Verre, Biot, Francie
- Východočeské muzeum v Pardubicích
- Severočeské muzeum v Liberci
- Sbírka České spořitelny
- Sbírka z Intergalsssymposií Nový Bor zámek Lemberk
- RPG Foundation, Indie

### Realizace
- Restaurant Madrid, Praha, broušená vitráž 11 m²
- Hlavní budova České národní banky Praha (s Vladimírou Tesařovou)
- Vstup do Galerie Zlatá Husa Praha (s Alešem Vašíčkem)

### Výstavy

#### Autorské
- 1994 Marian Volráb - Eliška Rožátová, Galerie Stodola, Český Krumlov
- 1995 Setkání dvou cest, Karlovarské muzeum, Karlovy Vary,(M. Volráb a E.Rožátová)
- 1998 Marian Volráb, Galerie Půda, Lomnice nad Popelkou
- 1999 Jan Jelen, Marian Volráb, Sklo, obrazy kresby, Městská Galerie, Kladno, IPB Banka, Praha
- 2003 Setkání, Kamenický Šenov, (M. Volráb, P.Werner, V.Klein, I.Mareš, F.Janák)
- 2005 Marian Volráb: New Work, Studio Glass Gallery, London
- 2008 Marian Volráb: Obrazy a skleněné objekty, Galerie moderního umění v Roudnici nad Labem
- 2009 Marian Volráb: Obrazy a skleněné objekty, Východočeské muzeum v Pardubicích
- 2021 Marian Volráb: Sklo a obrazy, Sklářské muzeum Kamenický Šenov

#### Společné
- 1990 The International Exhibitin of Glass, Kanazawa, Japan
- 1991 Všeobecná československá výstava, Výstaviště Praha

4. Mezinárodní sklářské sympozium, Nový Bor
Sklářský ateliér VŠUP 1982–1990, Mánes, Praha
Sklářská cena Praha '91, Mánes, Praha
- 1992 Talentbörse, Handwerkmesse, München

Souvstažnosti, Dům umění Brno
Sklodola, Galerie Stodola, Český Krumlov
- 1993 Galerie Vetro, Frankfurt am Main

Glass now 15th, Yamaha, Japan
Sympozium tabulového skla, Glavunion Teplice, Regionální muzeum Teplice
Fascination Glass, Gewerbemusum Winterthur, Winterthur
Bohemia Cristal, Real Fábrica de Cristales de la Granja, Segovia
- 1994 Obrazy, sklo, plastiky, Muzeum skla a bižuterie, Jablonec nad Nisou

Glass Now 16th, Yamaha, Japan
Prag Glaskunst, Historischen Residenz Bamberg
- 2000/2001 Transfiguration of Light: Czech Contemporary Glass Sculptures, Japan.
- 2001/2003 Stanislav Libenský a jeho žáci, Národní technické muzeum Praha (2001), Tchaj-wan (2002), New York (2003)
- 2002 International Symposium of Engraved Glass, Kamenický Šenov
- 2004/2005 Expo 2005 Aichi: Captured Light and Space: Czech Contemporary Glass /České současné sklo: V zajetí světla a prostoru, Nostický palác, Praha, Toyama, Tokyo
- 2006 Coburger Glaspreis 2006, Museum der Veste Coburg

Světlo a sklo, 150 let Střední odborné školy sklářské v Kamenickém Šenově, UPM Praha
1 + 2 + 8, Kopeckého škola, Waldesovo muzeum, Praha
1 + 2 + 8, Sklo, obrazy, objekty, instalace, Galerie Deset, Praha
- 2007 Sklo, obrazy, grafika, Waldesovo muzeum, Praha

The International Exhibition of Glass, Kanazawa 2007, Kanazawa
Skláři Mánesa a jejich hosté, Galerie Diamant, Praha
- 2009	Crossing borders, Glasmuseet Ebeltoft, Ebeltoft
- 2009 	FIGURA: Skupina Rubikon, Galerie Diamant, Praha
- 2009 Rubikon: Sklo, obrazy, grafika, Galerie Aspekt, Brno
- 2012 Místo v čase, Synagoga na Palmovce, Praha
- 2012 SOFA, New York, Chicago
- 2013 Tschechisches Studioglas II, galerie f2, Kunsthalle Talstrasse[15]
- 2015 Glaskunst aus dem RUBIKON, Glasmuseum Frauenau[16]
- 2015 Sklo - Vladimír Kopecký & z jeho školy, MA'MA Club Gallery, Ostrava (Ostrava-město)
- 2021/2022 Zasaženi bouří a klidem, Museum skla Portheimka, Praha

### Katalogy
- Marian Volráb, Eliška Rožátová, Galerie Sklodola, Český Krumlov 1994
- Alena Vlasáková (Volrábová): Marian Volráb, Studio JB (Bárta & Bárta), Lomnice nad Popelkou 1998
- Miroslava Hlaváčková: Marian Volráb: obrazy a skleněné objekty, kat. 44 s., Galerie moderního umění v Roudnici nad Labem 2008, ISBN 9788085053746

### Publikace
- Souvztažnosti, Skleněná plastika a vitráže 1992, Medková J a kol., kat. 102 s., Dům umění města Brna, ISBN 9788070090459
- České sklo, 2001, Petrová S, 283 s., Gallery, spol. s r.o. (Jaroslav Kořán), Praha, ISBN 80-86010-44-9
- 3. mezinárodní sympozium rytého skla Kamenický Šenov 2002 / 3rd International Symposium of Engraved Glass, 2002, Agnus M a kol., kat. 119 s., Sdružení sympozia rytého skla, Kamenický Šenov
- 1 + 2 + 8 - Kopeckého škola / School of Vladimír Kopecký, 2006, Rous J, kat 44 s., VŠUP, Praha